# Essa Obaid
Essa Obaid Hassan Hirok (10 aprile 1984) è un calciatore emiratino, attaccante dell'Hatta Club e della nazionale di calcio degli Emirati Arabi Uniti.

## Carriera
Essa ha esordito con la prima squadra nella partita valida per la AFC Champions League 2009 contro il Sepahan vinta per 2-1.
Vanta 3 presenze nella nazionale di calcio degli Emirati Arabi Uniti.

## Statistiche

### Presenze e reti nei club
Statistiche aggiornate al 29 aprile 2012.
| Stagione        | Squadra         | Campionato      | Campionato | Campionato | Coppe nazionali | Coppe nazionali | Coppe nazionali | Coppe continentali | Coppe continentali | Coppe continentali | Altre coppe | Altre coppe | Altre coppe | Totale | Totale |
| Stagione        | Squadra         | Comp            | Pres       | Reti       | Comp            | Pres            | Reti            | Comp               | Pres               | Reti               | Comp        | Pres        | Reti        | Pres   | Reti   |
| --------------- | --------------- | --------------- | ---------- | ---------- | --------------- | --------------- | --------------- | ------------------ | ------------------ | ------------------ | ----------- | ----------- | ----------- | ------ | ------ |
| 2008-2009       | Al Shabab Dubai | FL              | 9          | 3          | CEA             | 0               | 0               | ACL                | 5                  | 1                  | EEC         | 1           | 0           | 15     | 4      |
| 2009-2010       | Al Shabab Dubai | FL              | 11         | 1          | CEA             | 1               | 0               | GCC                | 2                  | 0                  | EEC         | 2           | 0           | 16     | 1      |
| 2010-2011       | Al Shabab Dubai | FL              | 12         | 3          | CEA             | 2               | 0               | GCC                | 7                  | 5                  | EEC         | 3           | 0           | 21     | 4      |
| 2011-2012       | Al Shabab Dubai | FL              | 19         | 3          | CEA             | 1               | 0               | ACL                | 5                  | 2                  | EEC         | 6           | 2           | 30     | 7      |
| 2012-2013       | Al Shabab Dubai | FL              | 12         | 3          | CEA             | 2               | 1               | ACL                | 2                  | 0                  | EEC         | 7           | 0           | 22     | 4      |
| Totale carriera | Totale carriera | Totale carriera | 63         | 13         |                 | 6               | 1               |                    | 18                 | 4                  |             | 18          | 2           | 104    | 20     |

### Cronologia delle presenze e reti in Nazionale
| Cronologia completa delle presenze e delle reti in nazionale ― Emirati Arabi Uniti | Cronologia completa delle presenze e delle reti in nazionale ― Emirati Arabi Uniti | Cronologia completa delle presenze e delle reti in nazionale ― Emirati Arabi Uniti | Cronologia completa delle presenze e delle reti in nazionale ― Emirati Arabi Uniti | Cronologia completa delle presenze e delle reti in nazionale ― Emirati Arabi Uniti | Cronologia completa delle presenze e delle reti in nazionale ― Emirati Arabi Uniti | Cronologia completa delle presenze e delle reti in nazionale ― Emirati Arabi Uniti | Cronologia completa delle presenze e delle reti in nazionale ― Emirati Arabi Uniti |
| Data                                                                               | Città                                                                              | In casa                                                                            | Risultato                                                                          | Ospiti                                                                             | Competizione                                                                       | Reti                                                                               | Note                                                                               |
| ---------------------------------------------------------------------------------- | ---------------------------------------------------------------------------------- | ---------------------------------------------------------------------------------- | ---------------------------------------------------------------------------------- | ---------------------------------------------------------------------------------- | ---------------------------------------------------------------------------------- | ---------------------------------------------------------------------------------- | ---------------------------------------------------------------------------------- |
| 11-11-2011                                                                         | Dubai                                                                              | Emirati Arabi Uniti                                                                | 0 – 2                                                                              | Corea del Sud                                                                      | Qual. Mondiali 2014                                                                | -                                                                                  | 74’                                                                                |
| 15-11-2011                                                                         | Madinat al-Kuwait                                                                  | Kuwait                                                                             | 2 – 1                                                                              | Emirati Arabi Uniti                                                                | Qual. Mondiali 2014                                                                | -                                                                                  | 88’                                                                                |
| 29-2-2012                                                                          | Abu Dhabi                                                                          | Emirati Arabi Uniti                                                                | 4 – 2                                                                              | Libano                                                                             | Qual. Mondiali 2014                                                                | -                                                                                  | 88’                                                                                |
| Totale                                                                             |                                                                                    | Presenze                                                                           | 3                                                                                  |                                                                                    | Reti                                                                               | 0                                                                                  |                                                                                    |

## Palmarès
- Etisalat Emirates Cup: 1

2011
- Coppa dei Campioni del Golfo: 2

2011, 2015